# Киберфеминизм
Киберфемини́зм (англ. cyberfeminism) — направление в философской мысли современного феминистского сообщества, связанное с изучением киберпространства, интернета и информационных технологий. Термин был введён в употребление в начале 1990-х годов для описания идей и концепций феминистских авторов, занимающихся исследованиями интернета и технологий новых медиа. Киберфеминизм считается[кем?] предшественником сетевого феминизма. Впервые использовать термин киберфименизм в начале 1990-х начала российский теоретик искусства одна из основателей Киберфеминистского Интернационала Алла Митрофанова.
Для киберфеминизма характерно представление о киберпространстве и интернете как о зонах, свободных от таких социальных конструктов, как гендерные и половые различия. Киберфеминизм рассматривает технологии в качестве инструментов для ликвидации понятий пола и гендера, а также для совершенствования человеческих возможностей в духе постгуманизма.

## Определение
В печатных публикациях сложно найти устойчивое определение понятия «киберфеминизм», так как многие представители этого направления мысли сознательно отказывались давать однозначную трактовку термина. Так «100 Антитезисов киберфеминизма», принятые на первой конференции Киберфеминистского интернационала в 1997 году, дают определение киберфеминизма через отрицание, поясняя, чем тот не является.
Британский культуролог Сэди Плант в своей книге «Нули и единицы» определяет киберфеминизм как «постгуманистическое восстание — вооружённый мятеж нарождающейся системы, объединяющей машины и женщин, против мировоззрения и материальной реальности патриархата, всё ещё пытающегося подчинить их».
Профессор Городского университета Нью-Йорка Джесси Дэниелс считает, что киберфеминизм не является «ни отдельной теорией, ни феминистским движением с ясно выраженной политической программой». Киберфеминизм, по мнению Дэниелс, представляет собой, скорее, «ряд теорий, дискуссий и практик, касающихся взаимоотношений гендера и цифровой культуры».
В целом киберфеминизм можно определить как применение идеологии феминизма внутри киберпространства. Киберфеминизм также изучает взаимоотношения между существующими системами дискриминации и компьютерными технологиями, равно как и отношение новых технологий к гендеру и сексуальности.

## История
Своим появлением киберфеминизм во многом обязан работам феминистских авторов, критиковавших «сексистский подтекст литературы киберпанка 1980-х годов». Одним из главных источников вдохновения для киберфеминизма послужило опубликованное в 1985 году эссе социалистической феминистки Донны Харауэй «Манифест киборгов», провозгласившее, что женщины смогут обрести свободу лишь тогда, когда станут постгендерными или постбиологическими организмами. По мнению Харауэй, киборг — это «создание постгендерного мира», не имеющее «ничего общего с бисексуальностью, предэдиповским симбиозом, неотчуждённым трудом или прочими соблазнами органической целостности, достигаемой окончательным собиранием всех сил всех частей в некое высшее единство».
Как отмечает профессор канадского университета OUIT Кэролин Гуэртин, сам термин «киберфеминизм» впервые появился в 1992 году, «одновременно в трёх точках земного шара». В 1992 году адъюнкт-профессор канадского университета OCAD Нэнси Патерсон опубликовала в интернете статью под названием «Киберфеминизм». В то же время в Аделаиде, Австралия, арт-коллектив VNS Matrix издал «Манифест киберфеминизма», в котором обозначил понятием «киберфеминизм» свои радикальные художественные акции, имевшие целью «включить женщин, биологические жидкости и политическое сознание в электронное пространство». В том же году британский теоретик культуры Сэди Плант впервые использовала термин «киберфеминизм» в своих работах, чтобы дать определение «феминизирующему воздействию технологии на западное общество».
В сентябре 1997 года в немецком городе Кассель прошла первая конференция Киберфеминистского интернационала, участие в которой приняли представительницы киберфеминистского движения из стран Европы, США, Австралии, Японии и России. Участницы встречи отказались дать однозначное определение киберфеминизма и составили «100 антитезисов киберфеминизма», в которых перечислили, что не следует относить к данному направлению. Вторая конференция под названием «Следующий киберфеминистский интернационал» состоялась в 1999 году в Роттердаме. В 2001 году в Гамбурге прошла третья встреча Киберфеминистского интернационала.
С начала 2000-х годов термин «киберфеминизм» постепенно стал выходить из употребления. Научный сотрудник австралийского Университета Флиндерс Талли Барнетт считает, что это частично объясняется крахом доткомов, негативно отразившимся на «утопической и излишне оптимистической наклонности цифровой культуры». Ряд исследователей полагает, что киберфеминизм продолжает существовать и по сей день. В своей работе «Киберфеминизм 2.0» Радхика Гаджала и Ён Чжу О утверждают, что в XXI веке киберфеминизм приобрёл множество новых форм, таких как женские сообщества в блогосфере и социальных сетях, фэндомы, онлайн-группы матерей, выступающих за кормление грудью, и т. д..

## Киберфеминизм в искусстве
Одними из самых известных представителей киберфеминизма в искусстве являются участницы австралийского арт-коллектива VNS Matrix, состоящего из четырёх человек. В 1992 году VNS Matrix опубликовали «Киберфеминистский манифест XXI века», который массово разошёлся как в интернете, так и в традиционных СМИ. В 1993 году на выставке экспериментального искусства в Аделаиде коллектив представил свою компьютерную игру под названием All New Gen, в которой пользователь, играющий за «ДНК-потаскух (DNA sluts)», должен был сражаться с «центральным процессором Большого Папочки (Bid Daddy Mainframe)».
Примером киберфеминистского искусства также является работа австралийской художницы Линды Демент «Cyberflesh Girlmonster», изданная на компакт-диске в 1995 году. Для этой работы Демент отсканировала части тел около 30 женщин и записала их звуки, чтобы потом соединить полученные изображения и аудиозаписи в причудливые интерактивные образы «монстров».
В 1998 году тайваньская художница Шу Ли Чанг создала масштабный веб-арт-проект «Brandon», посвящённый жизни американского транс-мужчины Брэндона Тины, убитого в 1993 году на почве ненависти. «Brandon» стал первой интернет-инсталляцией, которая официально вошла в коллекцию нью-йоркского Музея Соломона Гуггенхайма.
Австралийская художница Мелинда Рэкем в 1999 году представила мультимедийную веб-инсталляцию «Carrier», призывавшую по-новому взглянуть на человеческое тело. По замыслу автора, работа должна побудить публику «переосмыслить границы между людьми и их телами, между телами и заселяющими их инородными элементами, а также между людьми и их технологиями».
Несмотря на снижение количества публикуемой литературы по вопросам киберфеминизма в последние годы, это направление по-прежнему развито в искусстве. Среди последних работ можно выделить «World of Female Avatars» Эвелин Штермитц, представляющую собой собрание цитат и фотографий женщин со всего мира, представленное в интерактивном браузерном формате, а также работу Регины Пинто «The Many Faces of Eve».

## Киберфеминизм в России
В 1995 году при Галерее-21 в Санкт-Петербурге был основан Кибер-Фемин-Клуб, объединивший «женщин, работающих с новыми медиа». По словам одной из основательниц клуба, искусствоведа Ирины Актугановой, с 1995 по 1998 год клуб издавал сетевой журнал Виртуальная анатомия, на своем сайте поддерживат первые сетевые арт проекты и библиотеку, занимался организацией арт-проектов, участием в конференциях и фестивалях. Клуб также поддерживал контакты с представителями киберфеминистского движения из разных стран мира и участвовал в создании Киберфеминистского интернационала.
В ходе первой и второй конференций Киберфеминистского интернационала с докладами выступила российский философ и культуролог Алла Митрофанова. Преподаватель Стэмпс Школы искусства и дизайна Мичиганского университета Ирина Аристархова участвовала во второй и третьей конференциях. В работе первого Киберфеминистского интернационала также принимали участие петербургские художницы Ольга Киселева, Глюкля и Цапля.